# La forza del destino

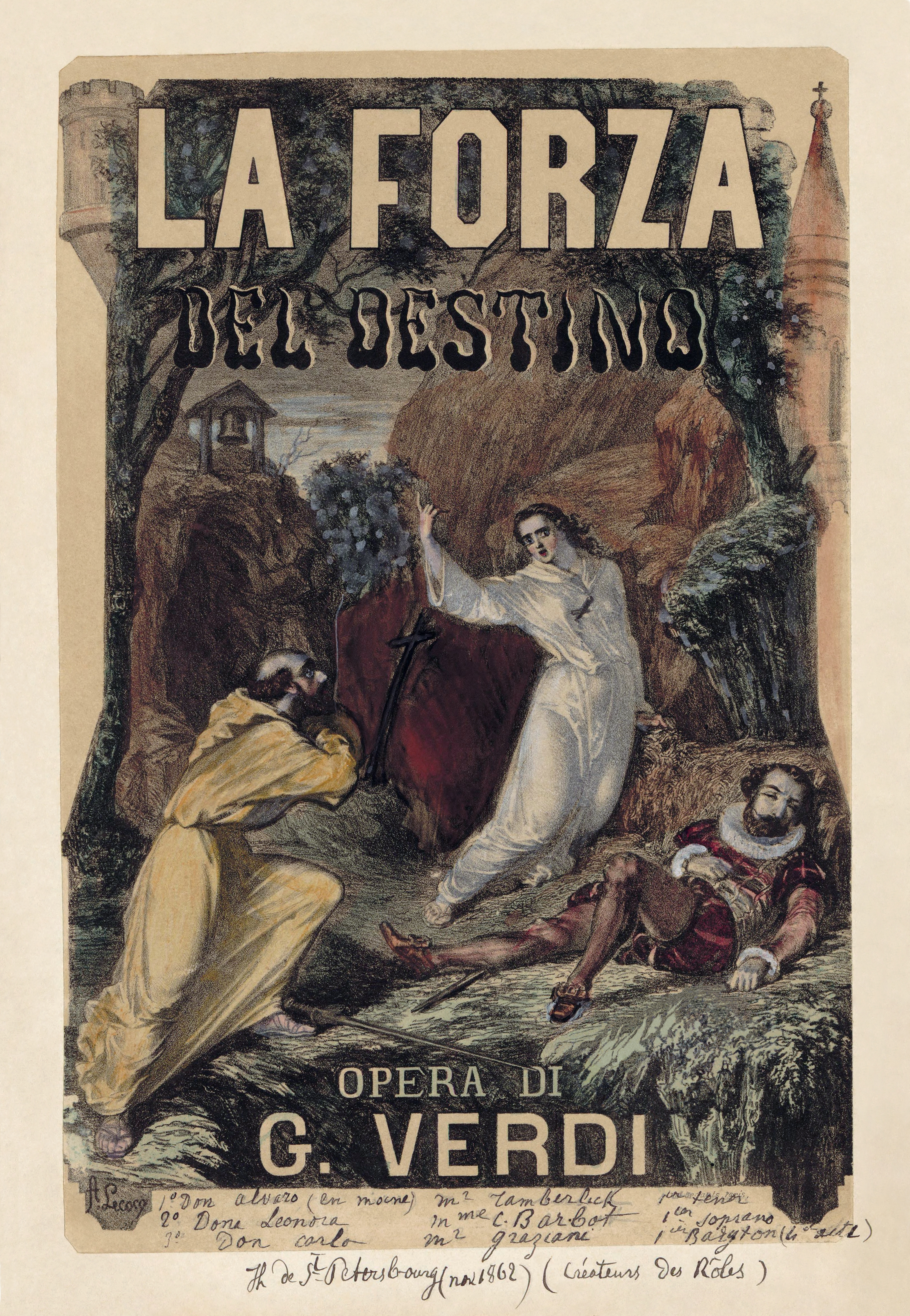
Poster voor La forza del destino (Alexandre Charles Lecocq)

La forza del destino (De kracht van het noodlot) is een opera van Giuseppe Verdi op een Italiaans libretto geschreven door Francesco Maria Piave, gebaseerd op een Spaans drama, Don Alvaro o La Fuerza de Sino (1835) van Ángel de Saavedra, Duque de Rivas en een scène uit Friedrich Schillers Wallensteins Lager.

## Uitvoeringsgeschiedenis
De opera werd voor het eerst uitgevoerd in het Bolsjojtheater in Sint-Petersburg, Rusland, op 10 november 1862.
Na enkele herzieningen volgden in 1863 uitvoeringen in Rome (als Don Alvaro) en in Madrid (in het bijzijn van de hertog van Rivas, de schrijver van het toneelstuk) en daarna in New York, Wenen (1865), Buenos Aires (1866) en Londen (1867).
Verdi maakte nog een aantal wijzigingen en Antonio Ghislanzoni een aantal aanvullingen. De hierdoor ontstane versie, die haar première beleefde in het Teatro alla Scala in Milaan op 27 februari 1869, is uiteindelijk de standaard geworden die tegenwoordig wordt uitgevoerd. De belangrijkste wijzigingen waren een nieuwe ouverture (als vervanging van een korte prelude) en de toevoeging van een laatste scène in het derde bedrijf, na het duel tussen Carlos en Alvaro en ten slotte een nieuw slot, waarin Alvaro blijft leven in plaats van zichzelf van de rotsen te gooien.

## Rolverdeling
| Rol                                               | Stemtype     | Premièrebezetting 10 november 1862 (Dirigent: - ) | Herziene versie premièrebezetting 27 februari 1869 (Dirigent: - ) |
| ------------------------------------------------- | ------------ | ------------------------------------------------- | ----------------------------------------------------------------- |
| De Markies van Calatrava                          | bas          | Meo                                               | Giuseppe Vecchi                                                   |
| Leonora, zijn dochter                             | sopraan      | Caroline Barbot                                   | Teresa Stolz                                                      |
| Don Carlos di Vargas, zijn zoon                   | bariton      | Francesco Graziani                                | Luigi Colonnese                                                   |
| Don Alvaro                                        | tenor        | Enrico Tamberlik                                  | Mario Tiberini                                                    |
| Curra, Leonora's hulp                             | mezzosopraan | Lagramante                                        | Ester Neri                                                        |
| Preziosilla, een jonge zigeunerin                 | mezzosopraan | Constance Nantier-Didier                          | Ida Benzi                                                         |
| Burgemeester                                      | bas          | Ignazio Marini                                    | Luigi Alessandrini                                                |
| Trabuco, een venter en ezeldrijver                | tenor        | Geremia Bettini                                   | Antonio Tasso                                                     |
| Vader Guardiano, een Franciscaan                  | bas          | Gian-Francesco Angelini                           | Marcello Junca                                                    |
| Fra Melitone, een Franciscaan                     | bariton      | Achille De Bassini                                | Giacomo Rota                                                      |
| Een chirurg                                       | bas          | Alessandro Polonini                               | Vincenzo Paraboschi                                               |
| Boeren, bedienden, pelgrims, soldaten en broeders |              |                                                   |                                                                   |

## Synopsis
Plaats: Spanje en Italië
Tijd: rond 1750

### Eerste bedrijf
Het landhuis van Leonora's familie in Sevilla
Don Alvaro is een jonge edelman uit Zuid-Amerika (vermoedelijk uit Peru); hij is deels Indiaans en heeft zich gevestigd in Sevilla, waar er helaas niet al te goed over hem wordt gedacht. Hij wordt verliefd op Doña Leonora, de dochter van de Markies van Calatrava, die, ondanks dat hij veel van zijn dochter houdt, er op staat dat zij alleen een man van de allerhoogste standing zal trouwen. Leonora, die smoorverliefd is op Alvaro, en de aversie van haar vader kent, besluit er met Alvaro vandoor te gaan, daarbij geholpen door haar vertrouwelinge, Curra. Onverwacht komt haar vader binnen en ontdekt Alvaro; hij bedreigt hem met de dood, en Alvaro biedt, om elke schijn te vermijden en de reputatie van Leonora hoog te houden, aan zich over te geven. Hij gooit zijn pistool weg, dat daarbij helaas per ongeluk afgaat en de markies dodelijk verwondt; terwijl hij sterft vervloekt de markies zijn dochter.

### Tweede bedrijf
Eerste scène: Een herberg in het dorp Hornachuelos
De vlucht van Leonora en Alvaro is mislukt: ze zijn elkaar kwijtgeraakt. Enkele boeren, ezeldrijvers en venters, en Don Carlos di Vargas, de broer van Doña Leonora, hebben zich verzameld in de keuken van de herberg. Don Carlos, vermomd als een student uit Salamanca, met als fictieve naam Pereda, is uit op wraak tegen Alvaro en Leonora. Tijdens het late avondeten voorspelt Preziosilla, een jonge zigeunerin, de jonge mannen de toekomst en moedigt hen allen aan in dienst te gaan om de vrijheid van Italië te verdedigen. Leonora, verkleed als man komt tegenover haar broer te staan, maar hij herkent haar niet; zonder ontdekt te worden door Carlos weet ze te ontkomen.
Tweede scène: Een klooster in de buurt
Leonora vlucht naar een klooster waar ze de abt, vader Guardiano, haar ware naam vertelt; ze wil de rest van haar leven als kluizenaarster doorbrengen nu ze denkt dat Alvaro haar in de steek heeft gelaten. Na een ritueel kan ze een onderkomen bij het klooster betrekken. Degene die bij haar in de buurt komt zal getroffen worden door verdoemenis en door een vloek van de abt...

### Derde bedrijf
Eerste scène: Een bos in de buurt van Velletri in Italië
Don Alvaro heeft ondertussen dienst genomen in het Spaanse leger, onder valse naam, als Don Federico Herreros. Op zekere nacht redt hij het leven van Don Carlos die in hetzelfde leger vecht als Don Felix Bornos. Ze raken bevriend en vechten zij aan zij.
Tweede scène: Het verblijf van de officieren.
In een van de gevechten raakt Don Alvaro, zo denkt hij, dodelijk gewond waarop hij Don Carlos in vertrouwen neemt en hem een koffer geeft met daarin een bundel brieven die deze moet vernietigen wanneer Don Alvaro sterft. Don Carlos heeft gezworen dat hij de inhoud van de brieven niet zal lezen, maar hij krijgt wantrouwen en opent de koffer toch, en vindt de foto van zijn zuster; hij realiseert zich wie Alvaro in werkelijkheid is. Op dat moment laat de chirurg weten dat Don Alvaro zal herstellen van zijn verwondingen. Don Carlos is vervuld van vreugde over het idee dat hij de dood van zijn vader kan wreken.
Derde scène: Een kamp in de buurt van het strijdtoneel
De herstelde Alvaro wordt door Don Carlos geconfronteerd met de waarheid. Zij beginnen met een duel, maar worden door de soldaten uit elkaar getrokken. Terwijl de soldaten Don Carlos tegenhouden zweert de aangeslagen Don Alvaro in het klooster te zullen treden.
De soldaten verzamelen zich. Trabucco, een venter, probeert zijn waren te verkopen. Fra Melitone steekt een preek af. (red.: dit is een parafrase van de donderpreek uit Schillers Wallensteins Lager). Hij vindt echter geen gehoor.

### Vierde bedrijf
Eerste scène: Het klooster
Don Alvaro is in het klooster getreden en zeven jaar zijn verstreken. Don Carlos is voortdurend op zoek geweest naar Alvaro, die nu leeft onder de naam van vader Raphael, en heeft hem ten slotte gevonden. Zijn wraakzucht is onveranderd gebleven en hij daagt Alvaro uit voor een duel..
Tweede scène: Een verlaten plek in de buurt van Leonora's hermitage
Leonora bidt dat ze vrede mag vinden in de dood. Alvaro stormt binnen, roepend om hulp, nadat hij Carlos in de tweestrijd dodelijk heeft verwond. De geliefden herkennen elkaar, maar Leonora wordt door haar stervende broer neergestoken. Met de zegen van pater Guardano sterft ze in Alvaro’s armen. (in de eerste versie van de opera stort Alvaro zich daarop in een afgrond).

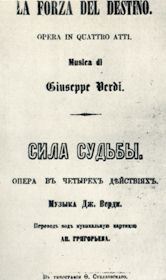
Eerste tweetalig libretto van La forza del destino, St. Petersburg 1862

## Belangrijke aria's en duetten
- Me pellegrina ed orfana – Leonora, in het eerste bedrijf
- Al suon del tamburo - Preziosilla in het tweede bedrijf, eerste scène
- Son Pereda son ricco d'onore - Don Carlos in het tweede bedrijf, eerste scène
- Sono giunta! ... Madre, pietosa Vergine - Leonora in het tweede bedrijf, tweede scène
- La vita è inferno ... O tu che in seno agli angeli - Don Alvaro in het derde bedrijf
- Solenne in quest'ora - Don Alvaro and Don Carlos in het derde bedrijf, tweede scène
- Morir! Tremenda cosa! ... Urna fatale del mio destino - Don Carlos in het derde bedrijf III, tweede scène
- Le minaccie, i fieri accenti - Don Alvaro en Don Carlos in het vierde bedrijf, eerste scène
- Pace, pace mio Dio! - Leonora in het vierde bedrijf, tweede scène

## Geselecteerde opnamen
| Jaar | Rolverdeling (Leonora, Alvaro, Carlo, Preziosilla, Fra Melitone, Padre Guardiano)                       | Dirigent, operagezelschap en orkest                                              | Label               |
| ---- | --- | -------------------------------------------------------------------------------- | ------------------- |
| 1954 | Maria Callas, Richard Tucker, Carlo Tagliabue, Elena Nicolai, Renato Capecchi, Nicola Rossi-Lemeni      | Tullio Serafin, koor en orkest van het Teatro alla Scala                         | EMI                 |
| 1955 | Renata Tebaldi, Mario del Monaco, Ettore Bastianini, Giulietta Simionato Fernando Corena, Cesare Siepi  | Francesco Molinari-Pradelli, Orchestra dell'Accademia Nazionale di Santa Cecilia | Decca Records       |
| 1964 | Leontyne Price, Richard Tucker, Robert Merrill, Shirley Verrett Giorgio Tozzi, Ezio Flagello            | Thomas Schippers, koor en orkest van de RCA Italiana Opera                       | RCA Victor          |
| 1969 | Martina Arroyo, Carlo Bergonzi, Piero Cappuccilli, Bianca Maria Casoni, Ruggero Raimondi, Geraint Evans | Lamberto Gardelli, Royal Philharmonic Orchestra en de Ambrosian Singers          | EMI                 |
| 1976 | Leontyne Price, Placido Domingo, Sherrill Milnes, Fiorenza Cossotto, Gabriel Bacquier, Bonaldo Giaiotti | James Levine, London Symphonie Orchestra en de The John Alldis Choir             | RCA Victor          |
| 1987 | Rosalind Plowright, José Carreras, Renato Bruson, Agnes Baltsa, Paata Burchuladze, Juan Pons            | Giuseppe Sinopoli, Royal Philharmonic Orchestra en de Ambrosian Singers          | Deutsche Grammophon |
| 1988 | Mirella Freni, Plácido Domingo, Giorgio Zancanaro, Dolora Zajick, Paul Plishka, Sesto Bruscantini       | Riccardo Muti, koor en orkest van het Teatro alla Scala                          | EMI                 |